# Mitternacht (Dean Koontz)
Mitternacht (Original: „Midnight“) ist ein Roman von Dean Koontz, der 1989 erstmals im Original veröffentlicht wurde und in deutscher Übersetzung durch Joachim Körber 1990 im Wilhelm Heyne Verlag erschien. Er befasst sich mit einem möglichen Missbrauch von Mikroelektronik und Biotechnologie.

## Handlung
Thomas Shaddack, ein Computergenie mit Wahnvorstellungen, findet einen Weg, durch Einsatz von Mikroelektronik vollständige Kontrolle über Menschen zu erlangen. Eine Flüssigkeit wird in die Opfer injiziert, die Milliarden winziger, auf Molekülgröße verkleinerte Prozessoren enthält. Diese docken sich an die einzelnen Körperzellen an und können so den gesamten Organismus steuern. Über Funksignale erhalten die Prozessoren von einem Zentralcomputer ihre Anweisungen. Die auf diese Weise „konvertierten“ Personen sind damit wehrlos dem Einfluss Shaddacks ausgesetzt.
Ein derartig Konvertierter leidet nie mehr an Krankheiten. Verletzungen heilen in wenigen Augenblicken. Der Körper kann beliebig seine Gestalt verändern. Gefühle und Emotionen werden auf ein kaum wahrnehmbares Minimum reduziert, nur die unmittelbar zum Überleben notwendigen Empfindungen, vor allem Angst und Hunger, bleiben in vollem Umfang erhalten. Der letzte Punkt wird von Koontz in aller Ausführlichkeit untersucht. Zum Teil wird die Handlung aus Sicht von konvertierten Opfern geschildert, die sich dem Verlust ihrer Gefühle zwar bewusst sind, darüber aber keine Trauer empfinden können. Einige flüchten sich in eine virtuelle Welt, indem sie sich buchstäblich mit dem Computer verschmelzen. Andere sinken auf die Stufe wilder Tiere herab und terrorisieren ihre Nachbarschaft.
Shaddack plant als ersten Schritt, die Kleinstadt Moonlight Cove vollständig unter seine Kontrolle zu bringen, um anschließend die gesamte Menschheit zu beherrschen. Zunächst verläuft alles nach Plan. Tag für Tag wird eine festgelegte Anzahl von Personen konvertiert. Doch dann treten die ersten Morde auf. Die Zahl der unnatürlichen Todesfälle steigt innerhalb kürzester Zeit dramatisch an. Das FBI wird aufmerksam und sendet den Undercover-Agenten Sam Booker nach Moonlight Cove. Gemeinsam mit einigen noch nicht konvertierten Einwohnern nimmt dieser den Kampf gegen einen übermächtigen Gegner auf.
Wie in den meisten Romanen Koontz herrscht auch in „Mitternacht“ trotz der grausigen Vorkommnisse eine eher positive Grundstimmung vor. Die handelnden Personen wirken sympathisch, das touristische Ambiente der an der kalifornischen Pazifikküste gelegenen Kleinstadt tut ein Übriges. Selbst Shaddack, die einzige Negativfigur, folgt lediglich seinen inneren Zwängen.

## Ausgaben
- Dean Koontz: Mitternacht. Übersetzt von Joachim Körber, Heyne Verlag, München 1990, ISBN 3-453-03782-0
- Dean Koontz: Mitternacht. Heyne Verlag, München 1993, ISBN 978-3453069732